# Melanocera fumosa
Melanocera fumosa är en fjärilsart som beskrevs av Rothschild 1895. Melanocera fumosa ingår i släktet Melanocera och familjen påfågelsspinnare. Inga underarter finns listade i Catalogue of Life.